# Minnolt
Minnolt (originele titel: Mirliton) is een Belgische gagstrip getekend door Raymond Macherot met scenario van Raoul Cauvin. Later tekende Erwin Drèze nieuwe gags.

## Inhoud
Deze strip gaat over de gelijknamige kat. Ook zijn vriendin en de hond van de buren spelen een grote rol.

## Publicatiegeschiedenis
Deze stripreeks verscheen oorspronkelijk van maart 1970 tot mei 1975 in het stripblad Spirou/Robbedoes. Samen maakten Macherot en Cauvin 36 gags.
In 2005 begonnen Macherot en Stephan Caluwaerts uitgeverij Éditions Flouzemaker om oude stripreeksen van Macherot opnieuw uit te geven en opnieuw op te starten. Vervolgens schreef Cauvin in 2007 nieuwe gags van deze stripreeks. Éditions Flouzemaker vroeg Erwin Drèze om deze gags te tekenen. Deze verschenen meteen in albumvorm.

## Albums
Dupuis gaf een album in het Nederlands en het Frans uit in 1980. Deze verscheen in de collectie Het beste uit Robbedoes. Éditions Flouzemaker gaf in 2007 een nieuw album uit met gags van Drèze, maar dat album verscheen enkel in het Frans. Ook gaf Flouzemaker in datzelfde jaar een heruitgave uit van gags van Macherot met enkele van Drèze in het Nederlands en het Frans.
- Minnolt (1980)
- Belle la vie (2007)
- Mijn beste vriend (2007)

### Integraal
Van 2011 tot 2013 gaf uitgeverij Casterman een reeks van zes integralen in het Frans van Snoesje uit, een andere reeks van Macherot. Het zesde deel uit 2013 bevat echter verhalen van andere reeksen van Macherot: Pantoffel en deze stripreeks. Het bevat enkel de verhalen die door Macherot getekend werden.
- Présente Mirliton et Pantoufle (2013)